# Canton (Ohio)
Pour les articles homonymes, voir Canton (homonymie).
La ville de Canton (en anglais [ˈkæntən]) est le siège du comté de Stark, dans l’État de l’Ohio, aux États-Unis. Sa population s’élevait à 73 007 habitants lors du recensement de 2010, estimée à 70 909 habitants en 2017.

## Géographie
[réf. nécessaire]
La ville se trouve dans le nord-est de l'Ohio, à 80 km à vol d'oiseau au sud-sud-est de Cleveland et à 123 km de Pittsburgh (Pennsylvanie). Selon les données du Bureau du recensement des États-Unis, Canton a une superficie de 53,3 km2 (soit 20,6 mi2) dont 53,2 km2 (soit 20,5 m2) en surfaces terrestres et 0,1 km2 (soit 0,05 mi2) en surfaces aquatiques.

## Transports
Canton possède un aéroport : l'aéroport régional d'Akron-Canton.

## Médias
Le journal d'informations locales est le Canton Repository.

## Sport
C'est à Canton que l'histoire de la NFL débute avec la fondation, le 17 septembre 1920, de l'American Professional Football Association. La ville a possédé une franchise NFL : les Bulldogs de Canton de 1920 à 1924 et héberge depuis 1963 le Pro Football Hall of Fame. Le surnom de la ville est depuis lors "Hall of Fame City".
La ville de Canton recevra au Fawcett Stadium la première Coupe du monde de football américain junior dans laquelle participera 8 équipes dont l'équipe de France entre le 27 juin et le 5 juillet 2009.

## Personnalités liées à la ville
- William McKinley (1843-1901), président des États-Unis et gouverneur de l'Ohio y a résidé et y est inhumé au McKinley National Memorial.

## Galerie photographique

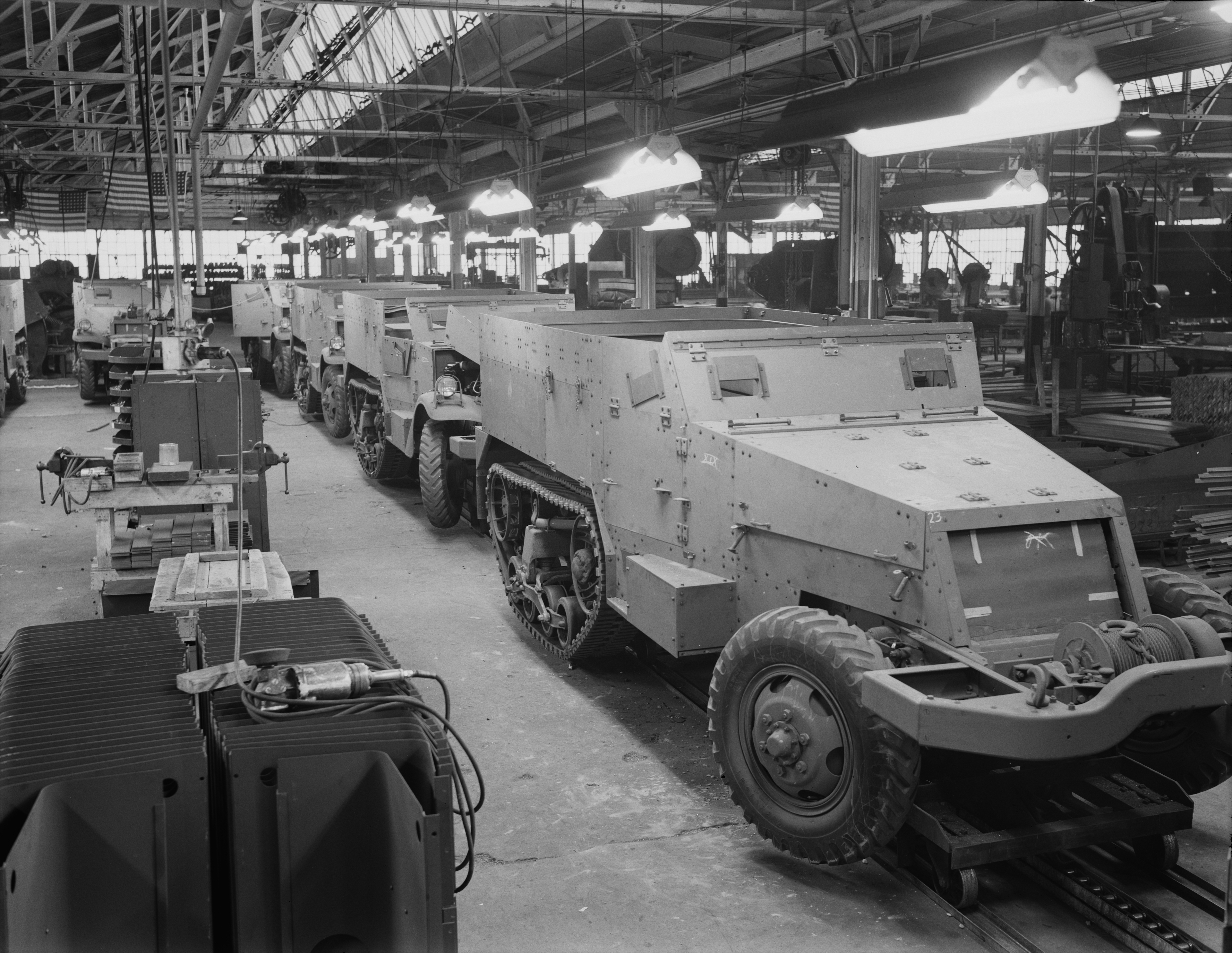
Production de half-tracks de l'usine automobile Diebold Safe and Lock Company à Canton durant la Seconde Guerre mondiale.